# Bette Bourne
Bette Bourne (Peter Bourne, 22 de septiembre de 1939 - 23 de agosto de 2024) fue un actor, drag queen y activista británico.

## Carrera
Estudió artes dramáticas en la Central School of Speech and Drama en Londres e inició su carrera como actor en la década de 1960. Apareció en series de televisión como The Avengers y The Prisoner, y en 1969 actuó junto a Ian McKellen en las obras de Christopher Marlowe Edward II y de William Shakespeare Richard II.
En la década de 1970 se convirtió en activista para el Frente de Liberación Gay. Fue en esta época que se convirtió en drag queen y tomó el nombre artístico de “Bette”. Desde entonces ha dedicado su vida al rol de activista y de defensor de los derechos de la comunidad gay y ha aparecido en numerosas obras de teatro.

## Créditos

### Teatro
- Edward II, 1969
- Richard II, 1969
- A Vision of Love Revealed in Sleep, 1989-1990
- The Importance of Being Earnest, 1995
- Sarasine, 1996
- Resident Alien, 1999
- The Vortex, 2002
- Pericles, Prince of Tyre, 2003
- H-O-T-B-O-I, 2004
- Read My Hips, 2005
- Theatre of Blood, 2005
- Ripper, 2007
- Much Ado About Nothing, 2007
- Rock, 2008
- A Life in Three Acts, 2009
- A Right Pair, 2012
- Macbeth, 2013
- The Lightning Child, 2013

### Cine
- Caught Looking (1991)
- A Little Bit of Lippy (1992)
- My Summer Valentine (1996)
- Chéri (2009)
- It Goes with the Shoes (2014)

### Televisión
- Edward II (1970)
- The Avengers (1968)
- The Prisoner  (1967)
- The Saint (1967)
- The Baron  (1967)
- Dixon of Dock Green (1965)

## Fallecimiento
Falleció en su casa en Notting Hill, Londres.